# Asociación del Badminton (Badminton England)
Badminton England es el organismo nacional encargado de regular el bádminton en Inglaterra. Su objetivo es gobernar, promover y desarrollar el deporte en todo el país.
Originalmente establecida en 1893 como la Asociación de Bádminton de Inglaterra en Portsmouth, , la asociación ahora tiene su sede en Milton Keynes y cuenta con departamentos dedicados a la competencia de élite, eventos, membresías, desarrollo y formación. Colabora estrechamente con las 41 provincias de Inglaterra para ofrecer apoyo a las estructuras de clubes y ligas.
El organismo fue miembro fundador de la Federación Internacional de Bádminton, actualmente conocida como la Federación Mundial de Bádminton (BWF), que es el organismo internacional que regula el deporte.

## Centro nacional de bádminton
El Centro Nacional de Bádminton en Loughton, Milton Keynes, es una instalación de entrenamiento de élite construida especialmente que proporciona una base para los equipos de bádminton de Gran Bretaña e Inglaterra y cuenta con varias canchas de bádminton, salas de reuniones e instalaciones de alojamiento. La instalación se financia en parte mediante alquileres comerciales para conferencias. 
El centro está cerca del cruce de la A5 con la A509 justo al oeste del Centro de Milton Keynes . Sin embargo, debido a que este cruce está separado a nivel, el acceso vehicular es desde Dansteed Way ( H4 ). El acceso para peatones y ciclistas desde la estación central de trenes de Milton Keynes se realiza a través de una vía roja desde Elder Gate junto al Quadrant:MK (centro nacional de Network Rail).